# Susan Rice
Susan Elizabeth Rice (Washington, D.C., 17 de novembro de 1964) é um diplomata americana, acadêmica, conselheira de política democrata e ex-funcionária pública que atualmente serve como Diretora do Conselho de Política Doméstica no governo de Joe Biden. Na sua carreira, ela foi ainda a Embaixadora dos Estados Unidos nas Nações Unidas de 2009 a 2013 e Conselheira de segurança nacional dos Estados Unidos de 2013 a 2017, ambos no governo Obama.
Rice nasceu em Washington, D.C., e frequentou a Universidade Stanford e o New College na Universidade de Oxford, onde recebeu um DPhil (PhD). Ela serviu na equipe do Conselho de Segurança Nacional do presidente Bill Clinton de 1993 a 1997 e foi secretária de Estado assistente para Assuntos Africanos no Departamento de Estado de 1997 a 2001. O mandato de Rice viu mudanças significativas na política EUA-África, incluindo a passagem do Africano Ato de Crescimento e Oportunidades, apoio às transições democráticas na África do Sul e na Nigéria e maior foco dos EUA na luta contra o HIV/AIDS.
Ex-bolsista do Brookings Institution, Rice atuou como consultora de política externa para os indicados democratas à presidência Michael Dukakis, John Kerry e Barack Obama. Depois que Obama ganhou a eleição presidencial de 2008, Rice foi nomeada embaixadora nas Nações Unidas. O Senado a confirmou por consentimento unânime em 22 de janeiro de 2009. Durante seu mandato nas Nações Unidas, Rice defendeu uma agenda de direitos humanos e combate à pobreza, elevou a mudança climática e os direitos LGBT e das mulheres como prioridades globais e comprometeu os EUA a acordos como o Tratado de Não Proliferação Nuclear, a Convenção sobre os Direitos das Pessoas com Deficiência e as Metas de Desenvolvimento do Milênio das Nações Unidas. Nessa função, ela também defendeu Israel no Conselho de Segurança, pressionou por sanções duras contra o Irã e a Coréia do Norte e apoiou a intervenção da OTAN na Líbia.
Mencionada como uma possível substituta para a aposentadoria da secretária de Estado dos EUA Hillary Clinton em 2012, Rice retirou-se da consideração após a controvérsia relacionada ao ataque de 2012 a uma instalação diplomática dos EUA em Bengasi. Rice substituiu Tom Donilon como Conselheiro de Segurança Nacional do presidente Barack Obama em 1 de julho de 2013.
Rice esteve na lista de candidatos para se tornar a vice-presidente de Joe Biden em 2020.

## Juventude e educação
Nasceu em Washington, D.C.; filha de Emmett J. Rice (1919-2011), professor de economia na Universidade Cornell e Presidente da Reserva Federal, e Lois Flitt, uma especialista em Pedagogia. Seus avós maternos eram jamaicanos. Seus pais se divorciaram durante sua juventude.
Rice era triatleta, presidente do conselho de estudantes e oradora de sua turma na National Cathedral School, uma escola metodista de Washington, D.C. Ganhou o apelido "Spo" quando jogou como armadora no time de basquete.
Rice diz que seus pais a ensinaram a "nunca usar sua raça como desculpa ou vantagem" e que quando jovem "sonhava em tornar-se a primeira senadora representando o Distrito de Colúmbia". Ela também temia que suas realizações "fossem menosprezadas pelas pessoas e atribuídas às ações afirmativas". Após a morte de seu pai, em 2011, Rice afirmou: "Ele acreditava que a segregação o impediu de ser tudo o que poderia. Ele levou décadas para superar o trauma psicológico daquilo. Seu desejo mais fervoroso era de que nós não tivéssemos esta bagagem psicológica".
Rice estudou na Universidade Stanford através de uma bolsa de estudos, onde bacharelou-se em História em 1986. Foi eleita para a Phi Beta Kappa, uma proeminente sociedade de honra dos Estados Unidos.
Agraciada com outra bolsa de estudos, Rice estudou no New College de Oxford, onde obteve seus títulos de "M.Phil." (Mestre em Filosofia) e "DPhil" (doutorado em filosofia).

## Publicações
- Rice, Susan Elizabeth. 1990. "The Commonwealth Initiative in Zimbabwe, 1979-1980: Implications for International Peacekeeping" D Phil thesis, New College, Oxford University.